# Episodi di Doc Martin (sesta stagione)
La sesta stagione della serie televisiva Doc Martin, composta da 8 episodi, è stata trasmessa in prima visione assoluta nel Regno Unito sul canale ITV dal 2 settembre al 21 ottobre 2013.
In Italia, la stagione è trasmessa in prima visione assoluta su Rai 3.
| Episodio | Titolo                         | Titolo in italiano | Prima TV UK       | Prima TV Italia |
| -------- | ------------------------------ | ------------------ | ----------------- | --------------- |
| 1        | Sickness and Health            |                    | 2 settembre 2013  |                 |
| 2        | Guess Who's Coming to Dinner?  |                    | 9 settembre 2013  |                 |
| 3        | The Tameness of a Wolf         |                    | 16 settembre 2013 |                 |
| 4        | Nobody Likes Me                |                    | 23 settembre 2013 |                 |
| 5        | The Practice Around the Corner |                    | 30 settembre 2013 |                 |
| 6        | Hazardous Exposure             |                    | 7 ottobre 2013    |                 |
| 7        | Listen with Mother             |                    | 14 ottobre 2013   |                 |
| 8        | Departure                      |                    | 21 ottobre 2013   |                 |